# ちびたまごっち
ちびたまごっちは、2005年5月9日にバンダイから発売された、初代たまごっちのミニ版である。

色のバリエーションは元祖たまごっちと同じ色であるが、大きさは手のひらの半分ぐらいである。
2017年4月8日に、たまごっち20周年を記念した復刻版として『かえってきたちびたまごっち』が発売された。

## 商品仕様

### カラー
- 2005年5月9日発売（4月28日先行販売）。 - 元祖たまごっち（白、ピンク、水色の三色）
- 2006年6月24日発売。 - 新種発見!!たまごっち（ブルー、ホワイト、レッドの三色）

その後もいろいろな種類が発売された。
- 他にもユニクロ限定ちびたまごっちがある。

（初代が最初に発売された時は、6色だった。）

### 価格
- 価格1000円（税別）

（初代では、1980円（税別）、ちびたまごっちは、初代の約2分の1の価格。）

### 重さ
- 重さ18グラム（電池含む）

### 電池
- コイン電池（CR2032）

### サイズ
- 本体は、代の3分の2の、幅3.5cm、高さ1.8cm、縦4cm
- パッケージ、幅7cm、高さ2cm、縦14cm

### 販売場所
セブン-イレブンで販売、以降全国の雑貨店、一部の玩具店で発売。

### ターゲット
初代たまごっちの使用者数の多い、20代〜30代中心とした幅広い年代を対象としている。

## お世話

### お世話の項目
1. ご飯と、おやつをあげる。
2. トイレの世話
3. 病気を治す
4. 電気を消してあげる。

と手軽に遊べるように、シンプルになっている。

### 初代と違うお世話の仕方
- お世話マークがない。
- Cボタンで、状態が分かる。
- 選ばなくても、Aボタンで、お世話が出来る。

## キャラクター

### ベビーっち
- まるっち

### アダルトっち
- マメに育てるとまめっち
- 普通に育てるとくちぱっち
- 少し手を抜いて育てるとますくっち、にょろっちになる。

### レア
- アダルトっちになってから1週間後。
- まめっちはサムっち
- ますくっちはおやじっちになる。

### 進化過程
卵→ベビーっち→アダルトっち（→レア）

### そだて方
- 絶縁シートを抜くと卵が現れるので時間設定をする。
- 一分後、卵が割れてまるっちになる。
- 一日後にアダルトっちになる。
- 一週間後、特定のアダルトっちで条件を満たせばレアになる。
- 一週間後に死亡する。

## パッケージの柄
パッケージは、初代たまごっちのパッケージの柄。また、開運バージョンの開運ちびたまごっちもある。

## その他の仕様

### 死亡の原因
- 14日間の寿命
- 病気を24時間放置
- 空腹を24時間放置

### 状態による操作
- うんちしている時（うんちを流す）
- お腹がすいている時、ご機嫌が悪い時（ごはん、お菓子）
- 寝ている時（電気ON OFF）
- 病気の時（病気を治す）
- 瀕死の時（操作禁止）

### 瀕死の場合
- たまごっちが倒れる。
- 1,2分後、天国へ逝く。
- 黒い幕が降りて、しばらくすると黒い幕が上がる。
- お墓が出てきて、幽霊が舞い降りる。

### お墓と幽霊が表示された時
- Aボタン、Cボタンを押すと卵が出る。

## 攻略本
- ちびたまごっちや祝ケータイかいツー!たまごっちプラスとあそぶほん（エンターブレイン）